# Erik Wallenberg

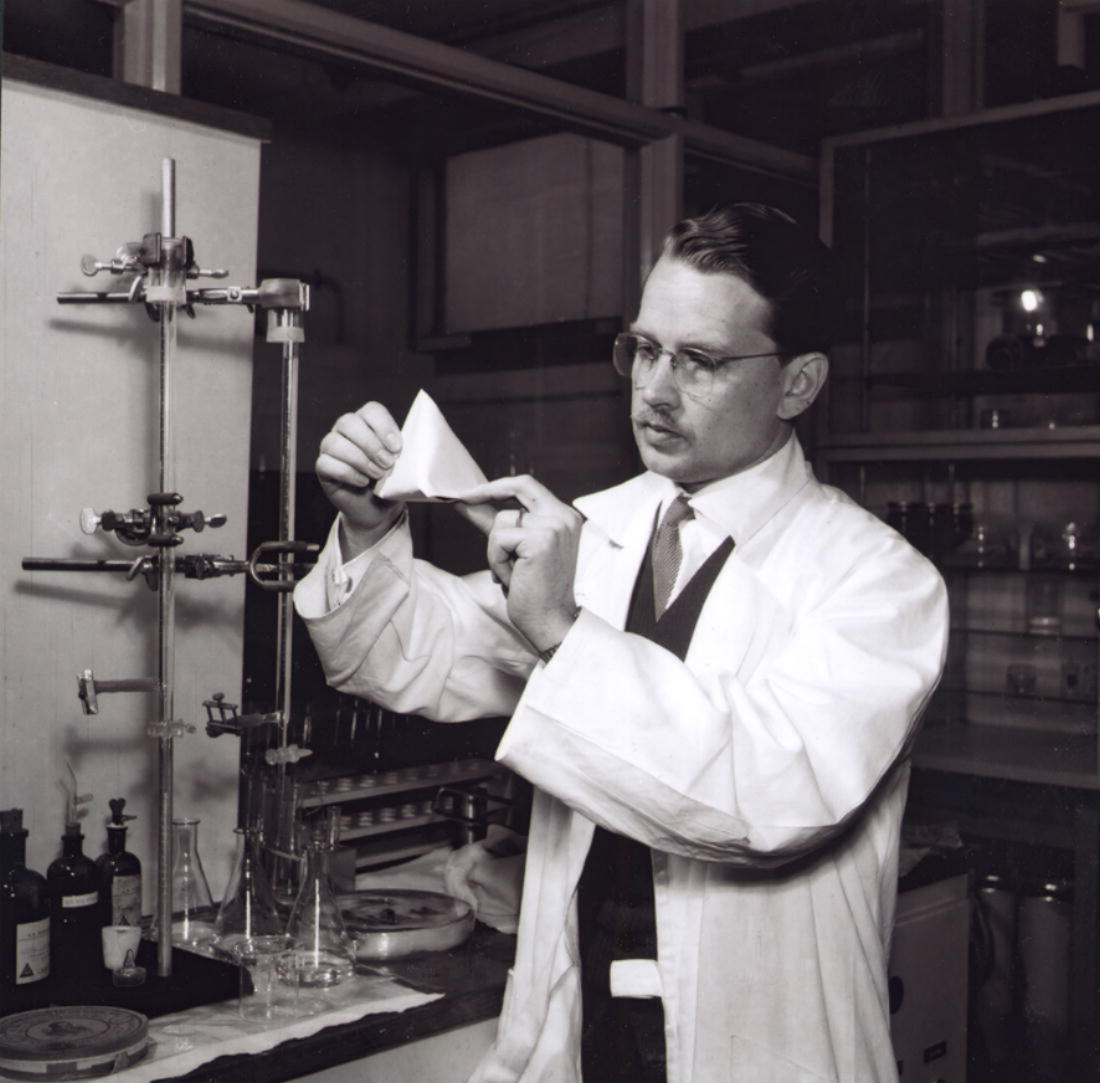
Erik Wallenberg

Erik Wallenberg (* 25. Dezember 1915 in Sala; † 18. Oktober 1999 in Lund) war ein schwedischer Erfinder.

## Erfolge
1951 gründete er in Lund zusammen mit Ruben Rausing das Unternehmen Tetra Pak AB, als Tochtergesellschaft von Åkerlund & Rausing. Die erste Abfüllanlage wurde 1952 an eine Molkerei in Lund geliefert, die damit Sahne abfüllte.
Er konstruierte die aseptische Tetra-Pak-Verpackung. Erst etwa 50 Jahre nach der revolutionären Erfindung wurde die Firma Tetra-Pak gezwungen, zu bestätigen, dass Wallenberg der wahre Erfinder war und der Firmengründer Ruben Rausing nur Ideengeber.

## Karriere
Wallenberg hatte ursprünglich geplant, als Offizier zur Armee zu gehen, wurde aber während der militärischen Ausbildung krank und musste seine Pläne aufgeben. Er wurde an der Karolinska Institutet Medical School in Stockholm aufgenommen, entschied sich jedoch, nach Lund zu ziehen und stattdessen in die medizinische Fakultät der Universität Lund zu gehen.
Im Jahr 1943, als er darauf wartete, an der Universität von Lund angenommen zu werden, bekam Wallenberg eine Stelle als Laborassistent bei Åkerlund & Rausing, einer lokalen Firma, die Lebensmittelverpackungen herstellt. Als sein Manager 1944 eingezogen wurde, wurde er 28 Jahre lang Leiter des Forschungslabors.
Das Team hatte vom Firmeninhaber Ruben Rausing den Auftrag, eine brauchbare Verpackung für Milch zu produzieren, die billig genug war, um mit dem derzeitigen Milchverteilungssystem zu konkurrieren, das auf loser Milch basiert, die in wiederverwendbaren Glasflaschen verkauft wird. Der Schlüssel dazu war, möglichst wenig Verpackungsmaterial zu verwenden. Das Forschungslabor hatte verschiedene Lösungen versucht und versagt. Schließlich hatte Wallenberg Berichten zufolge, wenn er an Fieber erkrankt war, die Idee, ein einziges Blatt Papier zu verwenden, das zu einem Zylinder gerollt und von zwei verschiedenen Seiten gefaltet wurde, wodurch ein mathematisches Tetraeder entstand. Das erstellte Volumen musste nur an drei Stellen versiegelt werden, und die Verpackungen konnten in einer Folge von einer Papierrolle mit einem Minimum an Material mit minimalem Abfall produziert werden.
Nach anfänglichem Zögern war Ruben Rausing überzeugt, dass die Erfindung eine gute Idee war und ordnete die Entwicklung des Projekts an. Im März 1944 reichte er ein Patent ein, und 1951 wurde Tetra Pak als Tochtergesellschaft von Åkerlund & Rausing gegründet. Das Tetraederpaket machte Tetra Pak zu einem der erfolgreichsten Unternehmen der Welt. Das Paket wird heute noch unter dem Namen Tetra Classic Aseptic verkauft.

## Bedeutung
Als der dänische Nobelpreisträger und Physikprofessor Niels Bohr das Tetra Pak-Werk in Lund in den 1950er Jahren besuchte, nannte er den Tetraeder „eine perfekte praktische Anwendung eines mathematischen Problems“ und die Erfindung legte die Grundlage für die Erfolgssaga Tetra Pak. Die Königlich Schwedische Akademie der Technischen Wissenschaften hat das Tetra Pak Verpackungssystem als eine der erfolgreichsten Erfindungen aller Zeiten in Schweden bezeichnet. Die Entwicklung der dreieckigen Tetraederverpackung, der rechteckigen Tetra Brik, war 2011 auf der Ausstellung „Hidden Heroes - Das Genie der alltäglichen Dinge“ im Londoner Science Museum / Vitra Design Museum zu sehen und feierte „die kleinen Wunder, ohne die wir nicht leben könnten“.
Trotz der positiven Aufmerksamkeit des Tetraeders wurde Wallenberg für die Erfindung erst 1991 anerkannt, als er von der Königlich Schwedischen Akademie der Ingenieurwissenschaften mit der Grand Gold Medal für „seine Ideen und Bemühungen bei der Entwicklung des Verpackungssystems Tetra Pak“ ausgezeichnet wurde.